# Yasmin Le Bon
Yasmin Le Bon (nacida Parvaneh; 29 de octubre de 1964) es una modelo inglesa.  Le Bon fue una de las modelos con más ganancias durante la década de 1980.

## Primeros años
Yasmin Parvaneh nació en Oxford, Inglaterra, siendo la hija pequeña de un padre iraní y una madre británica.  Tiene una hermana mayor llamada Nadreh.  Su madre, Patricia, murió de cáncer de pechos en 2004.
Modeló para una agencia local mientras asistía al colegio, y más tarde firmó con la agencia Models 1 en Londres.

## Carrera

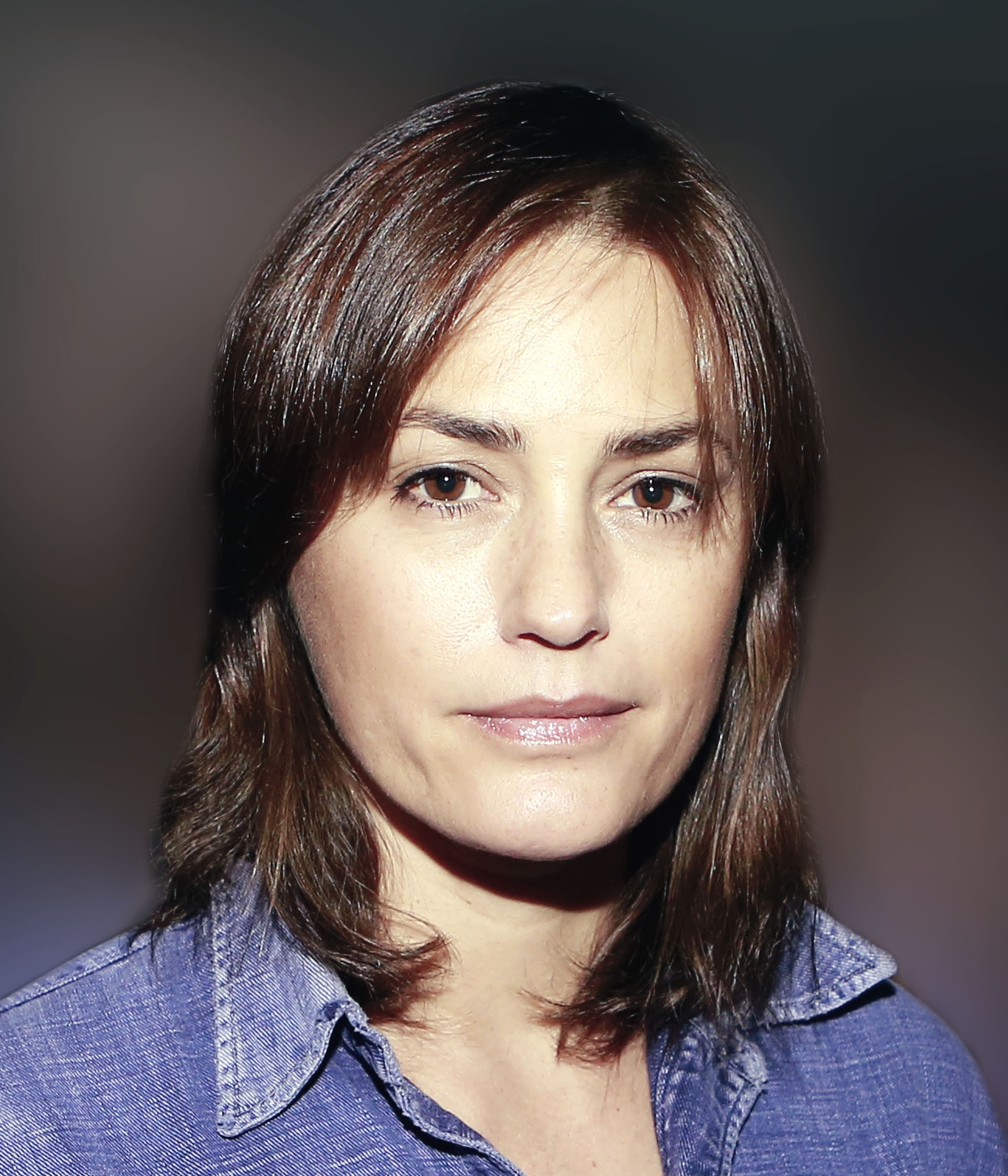
Yasmin Le Bon en 2015.

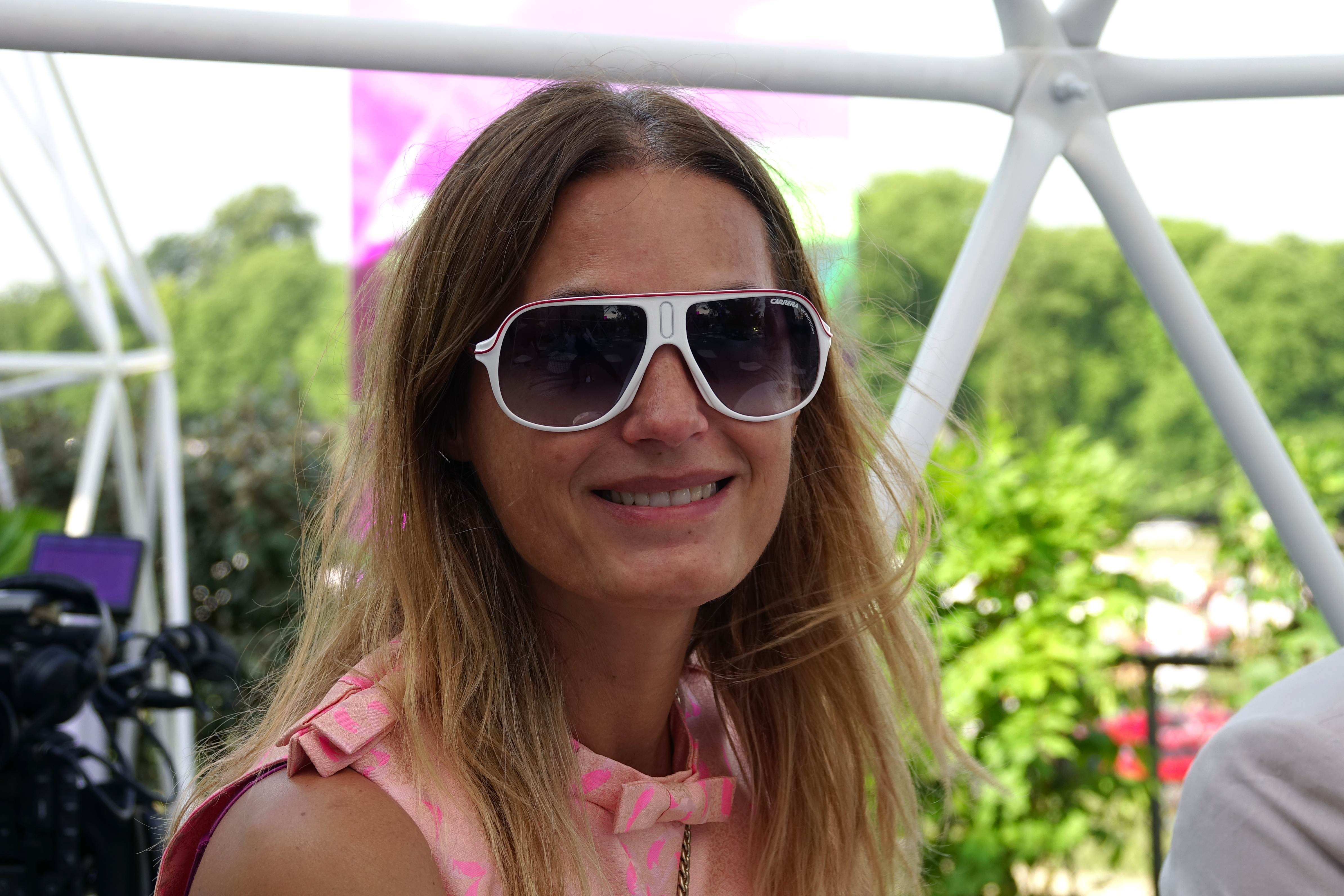
Yasmin Le Bon en 2019.

En abril de 1987, fue contratada por Guess para una campaña. Apareció en la portada de la Elle británica y estadounidense. También ha figurado en la portada de Vogue, V, I.D., Cosmopolitan, Marie Claire y Harper's Bazaar.
Como modelo Le Bon también ha representado Ann Taylor, Banana Republic, Bergdorf Goodman, Biotherm, Bloomingdale's, Bonwit Teller,  Calvin Klein, Versace, Chanel, Christian Dior, Clairol, Escada, Filene's,  Frasercard, Avon y Gianfranco Ferré.
En enero de 2012, desfiló un vestido que pesaba 50 kg en el desfile de Stéphane Rolland en París.

## Vida personal
En 1984, conoció a Simon Le Bon, líder de la banda Duran Duran. Se casaron el 27 de diciembre de 1985 en su ciudad natal de Oxford. La pareja tiene tres hijas: Amber Rose Tamara (agosto de 1989), Saffron Sahara (septiembre de 1991) y Talullah Pine (octubre de 1994), todas nacidas en Londres. Se convirtió en abuela por primera vez el 6 de junio de 2018 cuando su hija Saffron dio a luz a un niño llamado Taro Arturo Le Bon en Londres, con su novio Benjamin (o "Benji").

### Representación
Yasmin Le Bon es representada por Elite Model Management y The Model CoOp.